# 467-й корпусной артиллерийский полк
467-й корпусной артиллерийский полк, он же 467-й артиллерийский полк — воинская часть Вооружённых Сил СССР в Великой Отечественной войне.

## История
На вооружении полка при формировании состояли 24 107-мм пушки и 12 152-мм гаубиц.
Принимал участие в Зимней войне, в ходе неё попадал в окружения.
В составе действующей армии во время ВОВ с 22 июня 1941 по 24 декабря 1941 года.
На 22 июня 1941 года содержащийся по штату 8/40А полк, имея на вооружении 122-мм пушки и 12 152-мм гаубиц дислоцировался в Иконках близ Витебска, входя в состав 21-го стрелкового корпуса. Отстав от своего корпуса, в начале июля 1941 года был придан 5-му механизированному корпусу. В его составе, будучи использованным в качестве группы дальнего действия 17-й танковой дивизии принял участие в Лепельском контрударе, поддерживая дивизию южнее Сенно.
На 11 июля 1941 года дислоцировался в Зыклино западнее Орши, испытывая недостаток в снарядах, затем отступал в Смоленскую область. По состоянию на 18 июля 1941 года был придан 69-му стрелковому корпусу, который атаковал в районе Рудни с задачей захватить Рудню и к утру 19 июля 1941 года закрепиться на рубеже урочище Большой Частик, Рудня, Базылев Мох, Любавичи, Соловьи, Ольша. На 20-22 июля 1941 года один из дивизионов полка поддерживал 73-ю стрелковую дивизию в её контрударе в направлении Дубровки, Винных Лук, Красного, а два других дивизиона, будучи приданными 144-й стрелковой дивизии, контратаковали с задачей взять район Буда, Волоковая и, обеспечивая себя с северо-запада, не допустить прорыва противника с направления Каспля. Однако части противника успешно отбивали контрудары и полк на 24 июля 1941 года отходит вместе с 69-м стрелковым корпусом и занимает рубеж по реке Каспля, а затем в обход Смоленска с севера.
На 1 августа 1941 года находился на Соловьёвской переправе через Днепр, пытаясь переправиться под огнём противника. Очевидно, что полку в какой-то части удалось вырваться из окружения в Смоленске, при этом сохранив орудия, поскольку на 19 августа 1941 года полк поддерживает 161-ю стрелковую дивизию в её наступлении с рубежа Чувахи, в направлении Самодуровки, хутора Орлы, Василево, Добромино с задачей к исходу дня овладеть Добромино и станцией Добромино. На 22 августа 1941 года действует с той же дивизией в направлении Вишняки, Погибилка, с задачей к исходу дня занять рубеж Васильево, Алексеево. В сентябре 1941 года выведен в резерв фронта, и очевидно полностью погиб в Вяземском окружении.
24 декабря 1941 года расформирован.

## Подчинение
| Дата            | Фронт (округ)  | Армия      | Корпус                 | Дивизия | Бригада |
| --------------- | -------------- | ---------- | ---------------------- | ------- | ------- |
| 22.06.1941 года | Западный фронт | -          | 21-й стрелковый корпус | -       | -       |
| 01.07.1941 года | Западный фронт | 13-я армия | 21-й стрелковый корпус | -       | -       |
| 10.07.1941 года | Западный фронт | 20-я армия | -                      | -       | -       |
| 01.08.1941 года | Западный фронт | 20-я армия | -                      | -       | -       |
| 01.09.1941 года | Западный фронт | -          | -                      | -       | -       |
| 01.10.1941 года | Западный фронт | -          | -                      | -       | -       |

С ноября 1941 года в списках не значится

## Командиры
- майор Фёдор Васильевич Решетников 1906 г.р.